# Grüß Gott
Grüß Gott is een typisch Beierse, Zuid-Duitse, Zuid-Tiroolse en Oostenrijkse  begroeting, maar ook wel in gebruik bij Donau-Zwaben. Het is een verkorting van Grüße dich Gott, wat "God begroete u" betekent. 
De begroeting 'Grüß Gott' is religieus, dit vanwege het feit dat Beieren en Oostenrijk een voornamelijk Katholieke bevolking hebben, in tegenstelling tot het voornamelijk protestantse noorden van Duitsland.

## Trivia
De horlogemaakster Corrie ten Boom vertelde dat er tijdens de bezetting veel Duitse soldaten in haar Haarlemse winkel kwamen. Bij de begroeting spraken ze, volgens voorschrift, de naam van hun leider uit. Een van de soldaten interpreteerde dat voorschrift op zijn manier: hij zei: "Grüß Gott" en legde desgevraagd uit waarom.